# 霞公府街
39°54′34″N 116°24′32″E / 39.9093558°N 116.4089157°E
霞公府街是位于中国北京市东城区中部的一条街。

## 简介
霞公府街原来东起王府井大街，西到晨光街，因曾是霞公府的所在地而得名。清朝光绪年间，称“理藩院后胡同”，因理藩院衙门在该街南侧而得名。清朝重视争取各民族的工作，尤对蒙古族和藏族十分重视。清朝崇德元年（1636年）设立了主管少数民族事务的专门机构“蒙古衙门” ，崇德三年（1638年）改为“理藩院”。清军入山海关后，将理藩院设在今霞公府街南侧（1900年理藩院被拆除，原址建设北京饭店）。雍正帝还亲为理藩院题写训辞曰：“盛代声施赫濯，无远弗届，遐方属国，共效享王，务在弘宣德化以尽怀柔之道。”光绪三十二年（1906年），理藩院改称“理藩部”。
清朝宣统年间，此街更名为“霞公府”。《京师坊巷志稿》载：“昔霞公者，公爵也，宅居巷内，是其名所由来也。”清朝温郡王府曾设在该街路南，今北京饭店东楼处。中华民国时，该街有葡萄牙使馆、新记洋行、山本照相馆、平汉铁路局（位于北京饭店东侧）、邮政总局（位于北京饭店西侧）、信昌洋行等。
1965年整顿地名时，改称“霞公府街”。文化大革命中，一度改称“人民路头条”。后复名“霞公府街”。
2007年5月15日，王府井地区的霞公府街、王府井西街、大纱帽胡同、大甜水井胡同的设计方案获得批准，其中霞公府街的规划方案为西起南河沿大街，东到王府井大街，道路全长380米。
霞公府街13号原为一座红色的小洋楼，早年是清朝邮传部和京汉铁路局高官的官邸，后为袁世凯的一处行宫，再后为段祺瑞政府邮政署办公地，此后一度成为葡萄牙驻华使馆。中华人民共和国成立后，此处曾为老挝驻华使馆，后来先后为北京市第一服务局、首都旅游集团的办公地。该建筑被列为普查登记在册文物，但在2006年被全部拆除，成为北京市文物建筑遭到拆除的又一例子。
1950年1月20日，赵树理、李伯钊任主编，田间、康濯、马烽任编委的《说说唱唱》（后于1951年并入《北京文艺》）创刊，编辑部设在霞公府街15号。1950年5月，北京市文学艺术界联合会也在霞公府街15号成立，老舍任第一任主席。后来，霞公府街15号成为北京饭店职工宿舍。
如今，霞公府街南北两侧都是北京饭店的高层建筑。